# Ben Vollers
Ben Vollers (Amsterdam, 14 mei 1947 - Amsterdam, 28 december 2023 ) was een Nederlands kunstschilder. Hij maakte schilderijen op doek, werk op papier en keramische werken in een abstracte stijl.

## Levensloop
Ben Vollers is geboren en opgegroeid in Amsterdam. In 1988 studeerde hij op 41-jarige leeftijd af als historicus aan de Universiteit van Amsterdam. In 1993 volgde hij nog een jaar Beeldende Kunst aan de Nieuwe Academie Utrecht, op de zaterdagacademie.
Vollers is te typeren als een abstracte kunstschilder met een passie voor moderne beeldende kunst èn voor de kunst van de klassieke oudheid. Door de jaren heen heeft hij zich vanaf 1988 ontwikkeld tot een abstract schilder, die spontaan en intuïtief werkte vanuit zijn eigen impulsen, zoals de kunstenaars van het Amerikaanse Abstract-expressionisme. Vollers schilderde zowel met acryl- en olieverf, op doek en op papier. Zijn verf bracht hij op in diverse technieken, al naar dit hem noodzakelijk leek in het schilderproces: met de kwast, palet- en plamuurmes, met weg-krassen en vegen, schrijvend als graffiti; ook het automatisch schrift van surrealistische afkomst komt in zijn werk voortdurend terug, wat hij goed leerde kennen via het werk van Max Ernst, een inspirerende kunstenaar voor hem.
Vollers referentiekader voor het maken van zijn kunst was vaak de klassieke oudheid, waar hij zich als historicus al eerder mee verbonden had. Deze liefde voor de klassieke mythologieën lokte hem regelmatig naar het Middellandse Zeegebied - zowel aan de Griekse als Romeinse zijde, waar hij dan ook veel kunst in zich op nam, in en buiten de musea. Ook andere bronnen, zoals het primitivisme en de houtsnijwerken van Papoea's en Aboriginals hebben hem naar eigen zeggen sterk geïnspireerd, evenals zijn al jonge liefde voor de jazz muziek. Het is dan ook een mix van primitivisme, klassieke beeldentaal, Italiaanse schilderkunst van de Renaissance, jazz en de moderne beeldende kunst na 1945 die zijn eigen kunst mede heeft bepaald.
In 1988 was Vollers zelf al als autodidact begonnen met zijn abstracte schilderen, te Amsterdam. Hij werd daarbij geïnspireerd door The New York School van het Amerikaanse Abstract Expressionisme, met voor hem belangrijke namen als Jackson Pollock, Twombley en Willem de Kooning. Hun werken bekeek hij regelmatig met zijn vrienden in het Stedelijk Museum Amsterdam. 
Vanaf 1993 trok hij regelmatig op met de Amsterdamse abstracte schilders Daan Lemaire en Fons Heijnsbroek en wisselde veel met hen uit over allerlei aspecten van het abstracte schilderen. Hun eerste grote gezamenlijke expositie was in 1993: 'Tellers en Noemers', in de Oosterkerk te Amsterdam.
Van 1994 tot en met 2016 heeft hij regelmatig met hen zijn abstracte kunst tentoongesteld. Deze gezamenlijke groepsexposities vonden vaak plaats in de toegankelijke expositieruimtes van Het Glazen Huis en De Orangerie, in het Amstelpark te Amsterdam.

## Lidmaatschappen en verbanden
Vanaf c. 1981 nam Vollers deel aan de kunstenaarsgroep van galerie Galerie 30. De 30 aangesloten kunstenaars legden met elkaar geld in om zo hun gezamenlijke galerie in de Kerkstraat te Amsterdam draaiende te houden. Hier heeft Vollers regelmatig zijn kunst geëxposeerd en ook zijn schildervriend Daan Lemaire voor het eerst ontmoet. Beiden hebben er goed verkocht. In 1986 werd de groep opgeheven vanwege te krappe financiële middelen.
In 2002 sloot hij zich aan bij de pas opgerichte Amsterdamse kunstenaarsgroep 'Art-abstract', o.a. met Daan Lemaire en Gerben van der Meer, en nam deel aan de oprichtingstentoonstelling 'Actuele Abstracte Kunst' in 2003. Tot c. 2008 nam Vollers regelmatig deel aan de vele discussies, uitwisselingen, werkbesprekingen en een reeks exposities van deze kunstenaarsgroep.
Daarnaast werd hij in 2003 lid van de kunstenaarsgroep De Onafhankelijken, waar hij tot zijn dood lid van bleef; jaarlijks exposeerde hij er met andere leden van de vereniging.
Vanaf 2007 heeft hij gedurende enkele jaren met Fons Heijnsbroek een serie van ruim 50 abstracte schilderijen op doek in groot formaat gezamenlijk ter plekke geschilderd onder hun duo-naam BenFo. Inspiratie voor hen beide was het 'jammen' in de moderne jazz, waar beide kunstenaars veel en graag naar luisterden - ook tijdens het schilderen zelf.
De laatste jaren van zijn leven maakte Ben Vollers voornamelijk abstract werk in acrylverf en krijt op papier, in kleiner formaat. Een selectie hiervan gaf hij in eigen beheer regelmatig in kunstboeken uit, zoals het boek 'De Woudmaan' waarin kleine schilderwerkjes op papier staan opgenomen die hij in 2021 had geschilderd.

## Verspreiding van zijn werk
Het werk van Vollers is in het bezit van particulieren en verzamelaars van abstracte kunst, en van diverse bedrijven zoals een huisartsenpraktijk, apotheek en het Sociaal Fonds Bouwnijverheid. Er is ook werk van hem in bezit van het Museum van Avallonnais in Avallon.

## Citaat
"In mijn werk geef ik vaak tijdloze en universele stemmingen weer in abstracte beelden die voortkomen uit een persoonlijke belevingswereld. Ik ben gefascineerd door oude culturen en mediterrane invloeden. Mijn werk verwijst naar landschappen, industrie, werk van vroegere schilders en onbekende rituelen. Mijn werkwijze kan men intuïtief noemen – een wisselwerking tussen innerlijke emotionele verkenning en louter picturale overweging."

## Exposities, een selectie
- 1986. Galerie 30. Amsterdam.[12]
- 1989-90: Galerie Time is Art, Leiden.[10]
- 1994: Groepsexpositie Tellers en Noemers, Oosterkerk, Amsterdam - met Daan Lemaire, Fons Heijnsbroek en Herman van Staalduinen
- 1994: Galerie Vlasblom, Arnhem.[10]
- 1996: Galeria Propitia, Leiden.[10]
- 1998: Galerie Kadijkveste, Amsterdam.[10]
- 2001: Groepsexpositie Vermeulen Art Gallery, Loosdrecht.[10]
- 2003: Groepsexpositie Art-Abstract, Amsterdam.[10]
- 2005: Solo-expositie Denys Garnier, Avallon, Frankrijk.[10]
- 2008: project 'Mill with a View' tijdens kunstmanifestatie Lek Art 2008, Culemborg.[10]
- 2012: Groepsexpositie, Kadekunst & Atelier PS, Björksebo, Zweden (uitwisseling).[10]
- 2016: Groepsexpositie, Huid, De Onafhankelijken Loods 6, Amsterdam.[10]
- 2021: Groepsexpositie De Alchemisten, in galerie MLB, Amsterdam [13]